# Богородское (Ростовская область)
Богородское — село в Ремонтненском районе Ростовской области, в составе Калининского сельского поселения.
Основано в 1862-1865 годах как село Шандаста
Население — 682 (2010)

## Название
Современное название села восходит к церкви Рождества Богородицы. Топоним «Шандаста» калмыцкого происхождения, дословный перевод которого на русский язык значит: «место, богатое родниковой водой» (калм. Шанд - ключ, родник; ключевой, родниковый).

## История
В 1860-1861 годах в пределах Астраханской губернии изыскательскую работу проводила Кумо-Манычская экспедиция, которая подбирала места для организации стационарных поселений вдоль Крымского и Кизлярского трактов. В одной из балок в верховье реки Наин-Шара было выбрано место под селение, которое назвали Шандаста. Для заселения новых мест правительство обратилось к крестьянам Воронежской, Екатеринославской и Курской губерний. В 1862-1865 годы прибыли первые 15 крестьянских семей переселенцев, которые насчитывали в общей сложности 120 душ.
В 1889 году Шандаста насчитывала уже 90 крестьянских дворов, к 1910 году — 110 дворов, где проживало 1 545 человек. В 1889 году Шандаста входила в Крестовскую волость Черноярского уезда Астраханской губернии, затем перешла в подчинение Элистинской волости Черноярского уезда. В 1908 году основано Шандатинское ссудо-сберегательное товарищество.
В 1915 году выделена отдельная Богородская волость. В начале 1918 года по инициативе 13 южных сёл Черноярского уезда произошло их объединение с Манычским улусом, и была создана новая территориально-административная единица с центром в Элисте, получившая название Элистинского уезда.
23 марта 1921 года был образован Ремонтненский район, куда и стало входить село Шандаста. За годы своей истории село Шандаста поочерёдно входило в Астраханскую область (до 1921 года), Калмыцкую автономную область (1921—1925 годы), Северо-Кавказский (1925—1934 годы) и Азово-Черноморский (1934—1937 годы) края. А 13 сентября 1937 года, с образованием Ростовской области — было включено в её состав.
После 1928 года в сёлах Ремонтненского района началась коллективизация. В 1929-1930 годах был образован колхоз «1-е мая».
В годы Великой Отечественной добровольцами на защиту Отечества ушли сотни наших сельчан.
После войны колхоз «1 мая» соединили с колхозом с. Большое Ремонтное в колхоз «XXIII партсъезда». В настоящее время колхоз называется «Рассвет».

## Физико-географическая характеристика
Село расположено на востоке Ремонтненского района в пределах Ергенинской возвышенности, являющейся частью Восточно-Европейской равнины, в безымянной балке, прилегающей к балке Шандаста (бассейн реки Наин-Шара), на высоте около 140 метров над уровнем моря. Рельеф местности — холмисто-равнинный.
По автомобильной дороге расстояние до Ростова-на-Дону составляет 440 км, до ближайшего города Элиста Республики Калмыкия — 37 км, до районного центра села Ремонтное — 40 км, до административного центра сельского поселения села Большое Ремонтное — 19 км. К селу имеется 5- км подъезд от региональной автодороги Зимовники — Ремонтное — Элиста.
Часовой пояс
Богородское, как и вся Ростовская область, находится в часовой зоне МСК (московское время). Смещение применяемого времени относительно UTC составляет +3:00.

### Улицы
- ул. Болдырева,
- ул. Буденного,
- ул. Гагарина,
- ул. Комсомольская,
- ул. Ленина,
- ул. Пушкина.

## Население
Динамика численности населения
| 1897 | 1900 | 1908 | 1914 | 1926 |
| ---- | ---- | ---- | ---- | ---- |
| 1120 | 1120 | 1358 | 1567 | 1765 |

| 2010 |
| ---- |
| 682  |

## Известные люди
- Попенко, Яков Ильич (1897—1978) — Герой Социалистического Труда.

## Социальная сфера
На территории села действуют МОУ Богородская ООШ, Богородский сельский дом культуры, библиотека, фельдшерско-акушерский пункт, почтовое отделение связи